# Xã Sherman, Quận Sioux, Iowa
Xã Sherman (tiếng Anh: Sherman Township) là một xã thuộc quận Sioux, tiểu bang Iowa, Hoa Kỳ. Năm 2010, dân số của xã này là 642 người.